# Sergej Sucharev
Sergej Aleksandrovič Sucharev (in russo Сергей Александрович Сухарев?; Staryj Oskol, 29 gennaio 1987) è un ex calciatore russo, di ruolo difensore.

## Carriera
Ha giocato nella massima serie dei campionati bielorusso e russo.

## Palmarès

### Club

#### Competizioni nazionali
- Coppa di Russia: 1

Tosno: 2017-2018